# Blanka Burgundzka
Blanka Burgundzka fr. Blanche de Bourgogne (ur. ok. 1296, zm. 29 kwietnia 1326 w Maubuisson), córka Ottona IV − hrabiego Burgundii i Mahaut d’Artois − hrabiny d'Artois, siostra królowej Joanny Burgundzkiej. Królowa Francji w czasie kilku miesięcy 1322 roku, zanim unieważniono jej małżeństwo z Karolem IV Pięknym.

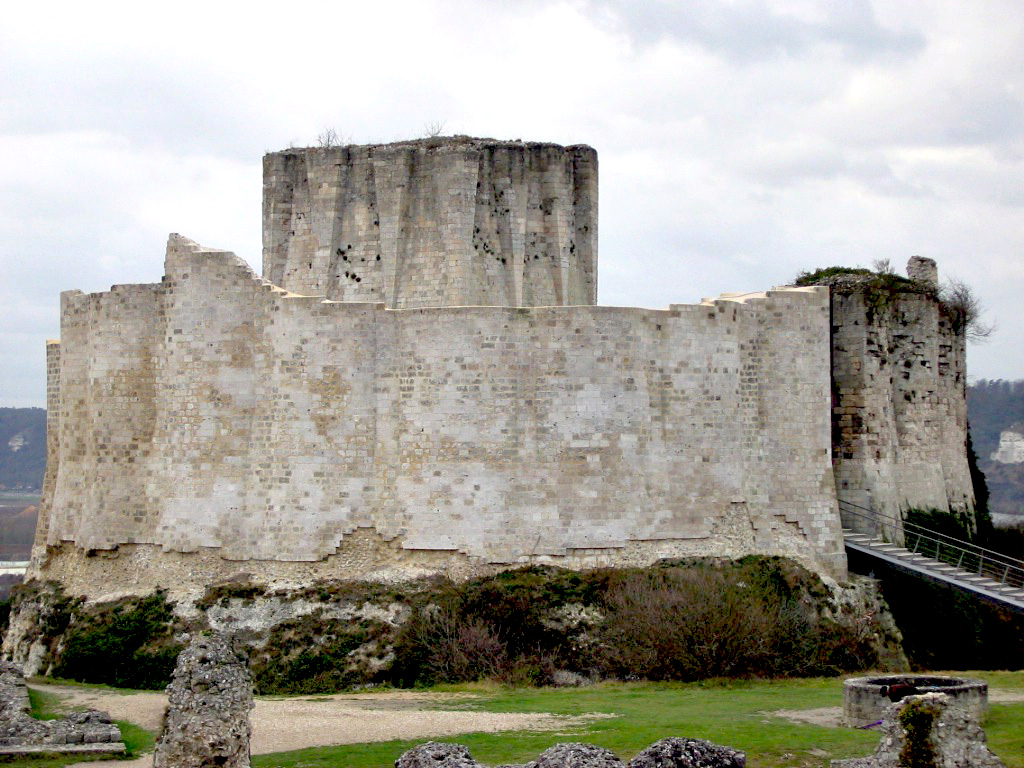
Château Gaillard obecnie

W 1308 w Corbeil poślubiła Karola Francuskiego − najmłodszego syna króla Filipa IV Pięknego i Joanny I z Nawarry.
Na początku roku 1314 miał miejsce skandal w Wieży Nesle - Blanka razem ze swoją siostrą Joanną i kuzynką Małgorzatą zostały oskarżone o cudzołóstwo. Blanka i Małgorzata zostały uwięzione w zamku Château Gaillard.
Karol od 1314 roku starał się o rozwód z Blanką, aż wreszcie w roku 1322, kiedy po śmierci swojego starszego brata został królem, zwrócił się o rozwód do papieża Jana XXII. 19 maja 1322 papież unieważnił małżeństwo, używając jako pretekstu pokrewieństwa duchowego. Matka Blanki trzymała Karola do chrztu, przez co para była rodzeństwem chrzestnym. Blanka, która urodziła dziecko strażnikowi więziennemu (przez co jej matka Mahaut d’Artois wyrzekła się jej), wcale nie skarżyła się na swój los. Przez pewien czas pozostała w Maubuisson, później zamieszkała w zamku Gournay koło Coutances. W roku 1322 złożyła śluby zakonne w opactwie w Maubuisson koło Pontoise, tam też zmarła w kwietniu 1326 roku. Karol ożenił się po raz drugi jeszcze w 1322 roku, jego żoną została Maria Luksemburska.

## Dzieci Blanki i Karola
- Filip (1314–1322),
- Joanna (1315–1321).